# Sofina
Sofina (Société Financière de Transports et d'Entreprises Industrielles) er et belgisk holdingselskab og investeringsvirksomhed. De har hovedkvarter Bryssel med kontorer i Singapore. De investerer i forskellige sektorer telekommunikation (7%), portfolio-virksomhed, bank og forsikring (6%), kapitalfonde (6%), service i virksomhed (18%), forbrugsvarer (31%), energi (6%), fødevarer (8%) og andre sektorer (10%). Investeringerne placeres primært i Belgien, Frankrig, Luxembourg, Nederlandene, Storbritannien, Indien og Nordamerika.
Aktiemajoriten i virksomheden haves af Boël-familien.

## Notable investeringer
- Typeform (service)
- Bira 91
- Byju's
- Cambridge Associates[4]
- Cognita
- Colruyt Group
- Myntra
- Danone
- Richemont
- SES S.A.
- Suez S.A.
- Sequoia Capital[4]
- Eurazeo
- Pine Labs